# Javier Pereira
Francisco Javier Pereira Mejía, noto semplicemente come Javier Pereira (Badajoz, 13 maggio 1966), è un allenatore di calcio ed ex calciatore spagnolo, di ruolo centrocampista.

## Statistiche da allenatore
Statistiche aggiornate al 18 marzo 2023. In grassetto le competizioni vinte.
| Stagione        | Squadra          | Campionato      | Campionato | Campionato | Campionato | Campionato | Coppe nazionali | Coppe nazionali | Coppe nazionali | Coppe nazionali | Coppe nazionali | Coppe continentali | Coppe continentali | Coppe continentali | Coppe continentali | Coppe continentali | Altre coppe | Altre coppe | Altre coppe | Altre coppe | Altre coppe | Totale | Totale | Totale | Totale | % Vittorie | Piazzamento |
| Stagione        | Squadra          | Comp            | G          | V          | N          | P          | Comp            | G               | V               | N               | P               | Comp               | G                  | V                  | N                  | P                  | Comp        | G           | V           | N           | P           | G      | V      | N      | P      | %          | Piazzamento |
| --------------- | ---------------- | --------------- | ---------- | ---------- | ---------- | ---------- | --------------- | --------------- | --------------- | --------------- | --------------- | ------------------ | ------------------ | ------------------ | ------------------ | ------------------ | ----------- | ----------- | ----------- | ----------- | ----------- | ------ | ------ | ------ | ------ | ---------- | ----------- |
| 2009-gen. 2010  | Alavés           | SDB             | 22         | 8          | 9          | 5          | CR              | 1               | 0               | 1               | 0               | -                  | -                  | -                  | -                  | -                  | -           | -           | -           | -           | -           | 23     | 8      | 10     | 5      | 34,78      | Eson        |
| ott.-nov. 2020  | Henan S.L.       | CSL             | 6          | 4          | 2          | 0          | -               | -               | -               | -               | -               | -                  | -                  | -                  | -                  | -                  | -           | -           | -           | -           | -           | 6      | 4      | 2      | 0      | 66,67      | Sub, 9°     |
| apr.-ago. 2021  | Henan S.L.       | CSL             | 14         | 4          | 6          | 4          | CC              | 0               | 0               | 0               | 0               | -                  | -                  | -                  | -                  | -                  | -           | -           | -           | -           | -           | 14     | 4      | 6      | 4      | 28,57      | Dim         |
| ott.-nov. 2021  | Levante          | PD              | 7          | 0          | 3          | 4          | CR              | 0               | 0               | 0               | 0               | -                  | -                  | -                  | -                  | -                  | -           | -           | -           | -           | -           | 7      | 0      | 3      | 4      | &0,00      | Sub, Eson   |
| 2022            | Henan            | CSL             | 34         | 17         | 8          | 9          | CC              | 2               | 1               | 0               | 1               | -                  | -                  | -                  | -                  | -                  | -           | -           | -           | -           | -           | 36     | 18     | 8      | 10     | 50,00      | 6°          |
| Totale Henan    | Totale Henan     | Totale Henan    | 54         | 25         | 16         | 13         |                 | 2               | 1               | 0               | 1               |                    | -                  | -                  | -                  | -                  |             | -           | -           | -           | -           | 56     | 26     | 16     | 14     | 46,43      |             |
| 2023            | Shanghai Haigang | CSL             | 30         | 19         | 6          | 5          | CC              | 2               | 1               | 1               | 0               | ACL                | 1                  | 0                  | 0                  | 1                  | -           | -           | -           | -           | -           | 33     | 20     | 7      | 6      | 60,61      | 1°          |
| Totale carriera | Totale carriera  | Totale carriera | 113        | 52         | 34         | 27         |                 | 5               | 2               | 2               | 1               |                    | 1                  | 0                  | 0                  | 1                  |             | -           | -           | -           | -           | 119    | 58     | 36     | 29     | 48,74      |             |

## Palmarès

### Allenatore

#### Competizioni nazionali
- Campionato cinese: 1

Shanghai Haigang: 2023